# El Dorado (singel)
El Dorado – pierwszy singel brytyjskiego zespołu heavymetalowego Iron Maiden, pochodzący z ich piętnastego albumu studyjnego, The Final Frontier. Został udostępniony do ściągnięcia za darmo na oficjalnej stronie zespołu 8 czerwca 2010, dzień przed rozpoczęciem trasy koncertowej promującej album. W 2010 „El Dorado” wygrał nagrodę Grammy w kategorii Best Metal Performance. Jest to pierwsza wygrana zespołu w tej kategorii (uprzednio nominowane były „Fear of the Dark” w 1994 i „The Wicker Man” w 2001).

## Skład
- Bruce Dickinson – wokal prowadzący
- Dave Murray – gitara
- Janick Gers – gitara
- Adrian Smith – gitara, wokal wspierający
- Steve Harris – gitara basowa, wokal wspierający
- Nicko McBrain – perkusja
- Kevin Shirley – producent
- Jared Kvitka – inżynier dźwięku